# نیکولا رادولوویچ
نیکولا رادولوویچ (کرواتی: Nikola Radulović؛ زادهٔ ۲۶ آوریل ۱۹۷۳) بازیکن بسکتبال کروات‌تبار اهل ایتالیا بود.
از باشگاه‌هایی که در آن بازی کرده‌است می‌توان به سیبونا زاگرب اشاره کرد.
وی در مسابقات کشوری و بین‌المللی در مجموع برندهٔ ۱ مدال نقره، ۱ مدال برنز شده‌است.